# فرانک دی‌کارو
فرانک دی‌کارو (انگلیسی: Frank DeCaro) نویسنده، هنرمند و میزبان برنامه‌های رادیویی است. وی متولد نیویورک و بزرگ شده لیتل فالز، نیوجرسی است. این هنرمند تجربه بازیگری نیز داشته و در فیلم خرس‌آباد ۲: خواستگاری بازی نموده است.